# Karabunar, Pazardjik
Karabunar (în bulgară Карабунар) este un sat în comuna Septemvri, regiunea Pazardjik,  Bulgaria. 

## Demografie
Componența etnică a satului Karabunar
     Bulgari (73,53%)
     Nicio identificare (25,5%)
     Altele (0,96%)
La recensământul din 2011, populația satului Karabunar era de 1.349 locuitori. Din punct de vedere etnic, majoritatea locuitorilor (73,53%) erau bulgari. Pentru 25,5% din locuitori nu este cunoscută apartenența etnică.